# Bruno (film)
Pour les articles homonymes, voir Bruno.
Pour plus de détails, voir Fiche technique et Distribution.
Bruno est un film américain réalisé par Shirley MacLaine et sorti en 2000.

## Synopsis
Fils unique de parents séparés, Bruno, âgé d’une dizaine d’années, étudie dans une institution catholique. En butte aux tracasseries de ses camarades qui se moquent de sa mère obèse, Bruno se réfugie dans ses rêves. À l’issue de devoirs de rédaction, la mère supérieure s’aperçoit qu’il est surdoué — plus exactement « hors-norme » —, car ce petit génie en orthographe ne comprend pas pourquoi il ne peut pas porter des robes comme l’ange qu’il voit en songes (ou comme le pape). Tandis que Dino, son père, est dépassé par les évènements et qu’Helen, sa grand-mère, essaie de comprendre ses inclinaisons particulières, Bruno se prépare à passer ses épreuves scolaires, spécialement habillé pour la circonstance…

## Fiche technique
- Titre : Bruno
- Titre original : Bruno (titre alternatif vidéo : The Dress Code)
- Réalisation : Shirley MacLaine
- Scénario : David Ciminello
- Musique : Chris Boardman
- Direction de la photographie : Jan Kiesser
- Décors : Burton Rencher
- Costumes : Natasha Landau
- Montage : Bonnie Koehler
- Pays d'origine :  États-Unis
- Langue de tournage : anglais
- Tournage extérieur : New York, Raleigh et Wilmington en Caroline du Nord
- Producteurs : Joe Burns, David Kirkpatrick
- Sociétés de production : J&M Entertainment, Original Voices Inc
- Société de distribution : New Angel Inc.
- Budget : 10 millions $
- Format : couleur — son Dolby — 35 mm
- Genre : comédie dramatique
- Durée : 108 min
- Date de sortie : 
  - États-Unis : 16 avril 2000

## Distribution
- Alex D. Linz : Bruno Battaglia
- Shirley MacLaine : Helen, la grand-mère
- Gary Sinise : Dino Battaglia, le père
- Kathy Bates : la mère supérieure
- Stacey Halprin : Angela
- Kiami Davael : Shawniqua
- Joey Lauren Adams : Donna Marie
- Jennifer Tilly : Dolores
- Brett Butler : sœur Della Rosa
- Bing Putney : Bernard